# Daniel Koperberg
Daniel Koperberg (in ebraico דניאל קופרברג‎?; San Pietroburgo, 8 dicembre 1997) è un cestista israeliano.